# Аникщяйский региональный парк
left|мини|Логотип Аникщяйского регионального парка
Аникщяйский региональный парк — региональный парк на северо-востоке Литвы . Площадь 15 212 га (леса составляют 33 процента). Администрация парка находится в Аникщяе, в бывшей усадьбе . Парк был основан в 1992 году . 24 сентября с целью сохранения наиболее ценных природных и культурных комплексов и объектов Аникщяйского края.

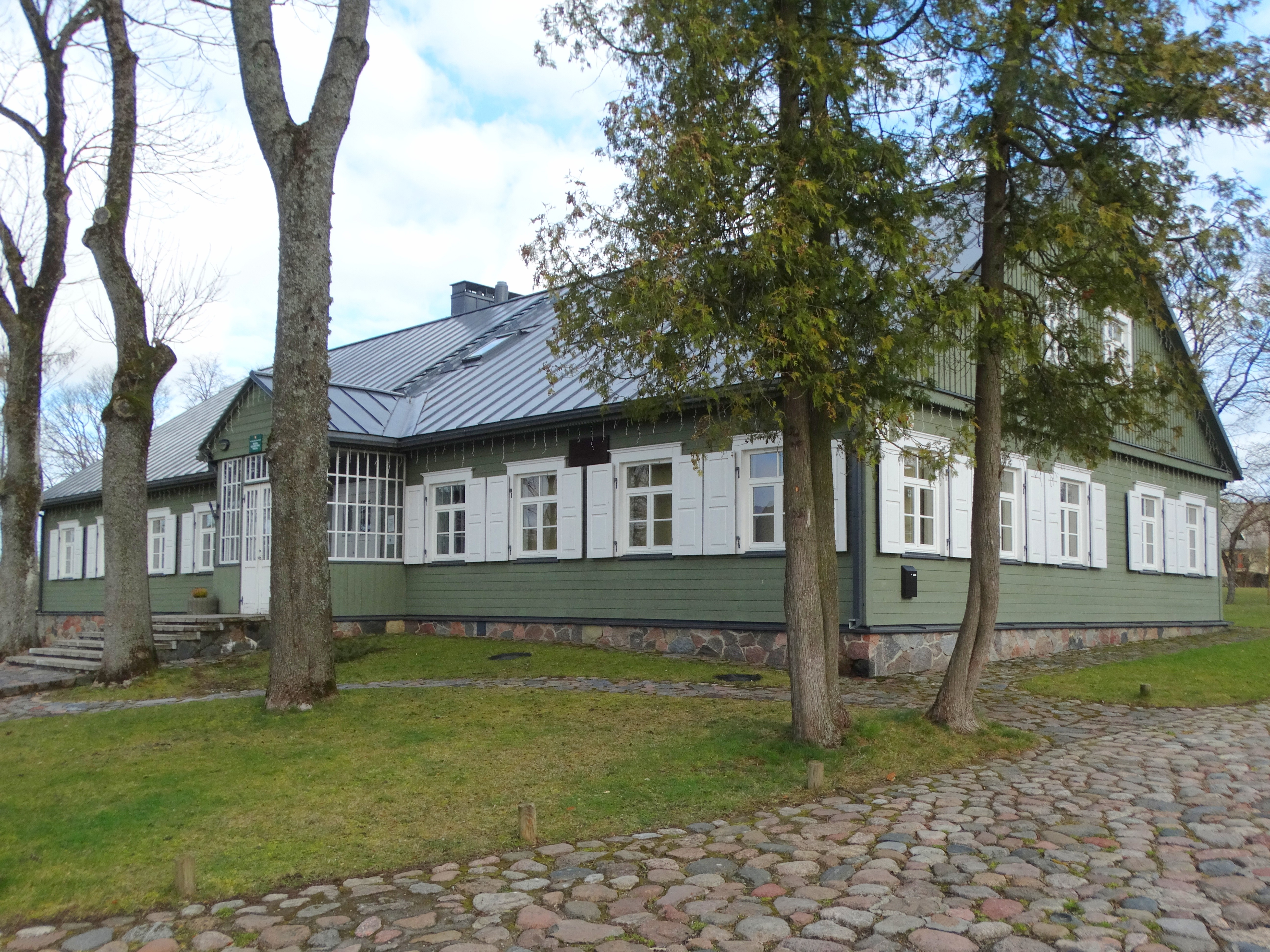
Администрация парка

## Ценности парка
В парке находятся живописные долины Швянтойи, Эльмы и других впадающих в нее рек, швянтойские излучины и обнажения, заливные луга долины, живописные холмы Шторю, где находится могила писателя Йонаса Билюнаса. Посетителей также привлекает, пожалуй, самый известный в Литве лес – Аникщю, валуны Пунтукас и Пунтукас Бролис, источник Караленес лиунос (Королевское болото) (0,7 га родникового водоема на правом берегу Швянтошии). У отдыхающих популярны озера Рубикяй и Мушеяй.

## Культурное наследие

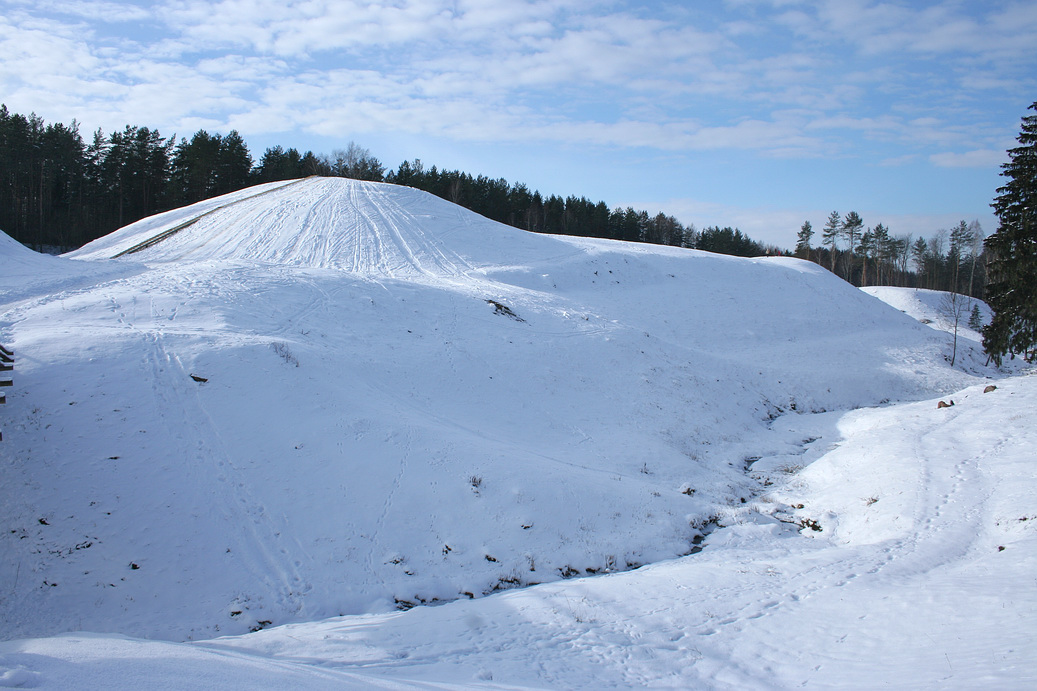
Курган Шейминишкелю

Курган Шейминишкелю (Ворута), а также курганы Людишкю, Пилякалню, Буйвиду и Биейки. Дворец поместья Бурбишкис и пейзажный парк в классическом стиле. Старый город Аникщяй. Интересный участок узкоколейки со своими станциями до озера Рубикяй. Горнолыжная трасса на холме Калитос.
Аникщяйский район известен своими писателями – здесь расположены музеи Антанаса Жукаускаса-Виенуолиса, Антанаса Баранаускаса, Йонаса Билюнаса, Броне Буйвидайте. В Нуронисе есть Музей лошадей.
Музей лошадей был основан профессором Петрасом Васинаускасом, который сам ездил по Литве и собирал экспонаты. В музее хранятся сельскохозяйственные орудия, повозки, кареты, упряжь и многие другие предметы. Здесь можно погладить и покататься на лошадях.
Озеро Рубикяй и река Швянтойи наиболее подходят для рыбалки. Около озера Рубики, реки Швянтойи расположено более десяти зон отдыха.  Проводятся индульгенции Оны, мероприятия ко дню коронации Миндовга, международный фольклорный фестиваль «Ežerų sietuva» и др.